# Motocyklowe Grand Prix Francji 2008
Wyścigi o Motocyklowe Grand Prix Francji 2008 odbyło się 18 maja na torze Bugatti Circuit. Była to siedemdziesiąta druga edycja zawodów o wielką nagrodę Francji, a dziewiętnasta edycja na tym torze. Jest to piąta eliminacja Motocyklowych Mistrzostw Świata w 2008 roku.

## Przebieg kwalifikacji

### 125 cm³
Pierwszy, piątkowy dzień kwalifikacji w klasie 125 cm³ przyniósł prowizoryczne pole position dla zwycięzcy konkursu z Kataru – Sergio Gadea, który wyprzedził Brytyjczyka Bradleya Smitha o 0,099 sekundy. W pierwszym rzędzie na chwilę obecną znajdowaliby się jeszcze Niemiec Stefan Bradl oraz lider kwalifikacji generalnej Simone Corsi.
W sobotę Gadea utrzymał pierwsze miejsce nie poprawiając swojego najlepszego czasu. Drugi był Smith, jednak ten zbliżył się do Hiszpana na 0,025 sekundy. Pierwszy rząd uzupełnili Stefan Bradl i Simone Corsi, którzy podobnie jak Gadea, nie poprawili dzisiaj wczorajszych osiągnięć.
Pierwsza linia startowa
| Lp. | Zawodnik      | Czas     | Strata       |
| --- | ------------- | -------- | ------------ |
| 1.  | Sergio Gadea  | 1'43.515 |              |
| 2.  | Bradley Smith | 1’43.550 | + 0.025 sek. |
| 3.  | Stefan Bradl  | 1'43.710 | + 0.195 sek. |
| 4.  | Simone Corsi  | 1'43.711 | + 0.196 sek. |

### 250 cm³
Drugi raz z rzędu Alvaro Bautista wygrał pierwszy dzień kwalifikacji do wyścigu w klasie 250 cm³. Drugi czas sesji miał jego rodak Alex Debon. Zaraz po dwóch Hiszpanach uplasowali się dwaj Włosi Marco Simoncelli oraz Mattia Pasini. Kibicom zawód sprawił lider mistrzostw Mika Kallio, który zamknął pierwszą dziesiątkę.
Alex Debon wygrał kwalifikacje, wyprzedzając Alvaro Bautistę zaledwie o 0,001 sekundy, trzeci czas miał Marco Simoncelli, który utrzymał miejsce z piątkowej sesji. Pierwszą linię uzupełnił Thomas Lüthi.
Pierwsza linia startowa
| Lp. | Zawodnik         | Czas     | Strata       |
| --- | ---------------- | -------- | ------------ |
| 1.  | Alex Debon       | 1'38.478 |              |
| 2.  | Alvaro Bautista  | 1’38.479 | + 0.001 sek. |
| 3.  | Marco Simoncelli | 1'38.567 | + 0.089 sek. |
| 4.  | Thomas Lüthi     | 1'38.648 | + 0.170 sek. |

### MotoGP
| Pierwsza linia startowa Daniel Pedrosa 1'32.647 Colin Edwards 1'32.774 Casey Stoner 1'32.994 Valentino Rossi 1'33.157 | Daniel Pedrosa wygrał pierwszą sesję kwalifikacyjną w MotoGp. Hiszpan dominował w również w wolnych treningach poprzedzających kwalifikacje. Na podium znaleźli się również Casey Stoner oraz Colin Edwards. Tuż za podium znalazł się lider Mistrzostw Świata, który miał problemy z kontuzją, która nabawił się w Chinach. W sobotnie popołudnie Pedrosa potwierdził swoje dobre wyniki ze wcześniejszych przejazdów treningowych i utrzymał pole position wywalczone w piątek. Kolejny dobry start zaliczył kierowca niefabrycznego teamu Tech 3 Yamaha – Colin Edwards, który był gorszy tylko od Pedrosy. W pierwszej linii wystartuje jeszcze Casey Stoner, który zaliczył najlepszy start w kwalifikacjach w tym sezonie. O jedno miejsce niżej za Australijczykiem znalazł się Valentino Rossi, który myślał o przedostaniu się do pierwszego rzędu. Piąte miejsce zajął lider mistrzostw Jorge Lorenzo walczący w kontuzjami. Lorenzo wywrócił się jeszcze dwa razy przed kwalifikacjami, ale ukończył start w drugim rzędzie startowym. |

## Wyścigi
Grand Prix Francji w klasie 125 cm³
Początek: 11:00 (czas miejscowy) / 11:00 (CET)

Uczestników: 37 (dojechało 23)

Nawierzchnia: sucha/mokra

Pogoda: 15 °C, zmienna
| \| \| Zawodnik \| Drużyna \| Czas \| \| -- \| ------------------ \| ------- \| --------------- \| \| 1 \| Mike di Meglio \| Derbi \| 10 min 08,574 s \| \| 2 \| Bradley Smith \| Aprilia \| +0.800 s \| \| 3 \| Nicolás Terol \| Aprilia \| +3.077 s \| \| 4 \| Pol Espargaró \| Derbi \| +10.407 s \| \| 5 \| Andrea Iannone \| Aprilia \| +11.697 s \| \| 6 \| Stefan Bradl \| Aprilia \| +11.881 s \| \| 7 \| Lorenzo Zanetti \| Aprilia \| +16.372 s \| \| 8 \| Joan Olivé \| Derbi \| +16.545 s \| \| 9 \| Raffaele De Rosa \| KTM \| +19.163 s \| \| 10 \| Randy Krummenacher \| KTM \| +22.391 s \| \| 11 \| Sandro Cortese \| Aprilia \| +22.847 s \| \| 12 \| Pere Tutusaus \| Aprilia \| +23.195 s \| \| 13 \| Simone Corsi \| Aprilia \| +23.553 s \| \| 14 \| Gábor Talmácsi \| Aprilia \| +23.695 s \| \| 15 \| Alexis Masbou \| Loncin \| +24.240 s \| | Od początku wyścigu nie można było wskazać na wyraźnego faworyta zawodów. Zwycięzca pole position Sergio Gadea już chwilę po starcie stracił prowadzenie, zaś drugi w kwalifikacjach Bradley Smith słabo wystartował i już na pierwszym okrążeniu spadł do drugiej dziesiątki. Przez kolejne okrążenia w czołówce zachodziły zmiany, dzięki udanym manewrom wyprzedzania. W czołowej grupie znajdowało się dziewięć zawodników. Powoli, acz systematycznie straty odrabiał Smith, który po kilku okrążeniach zbliżył się do czołowej grupy. Na czternaście okrążeń przed końcem na prowadzenie wyszedł Niemiec Stefan Bradl. Przodownictwo utrzymał najdłużej ze wszystkich zawodników, bo przez ponad pięć okrążeń, ale to nie wystarczyło. Niemiec stracił najpierw pierwsze miejsce na rzecz Sergio Gadea, a następnie drugie, dzięki dobrej jeździe Gábora Talmácsiego. Na 12 okrążeń przed końcem wyścigu wywieszono białą flagę z czerwonym krzyżem sygnalizującą, iż w niektórych fragmentach toru zaczyna padać deszcz, a co za tym idzie pogarszają się warunki przyczepności motocykla, dzięki poślizgom. Gadea szybko stracił prowadzenie, a na czoło wyszedł Joan Olivé, który stworzył sobie trzy sekundową przewagę. Do końca regulaminowego wyścigu zostało już tylko okrążenie i Olivé był już prawie pewny zwycięstwa wywieszono czerwone flagi sygnalizujące przerwanie zawodów. Sygnalizacja ta została wywieszona przez to, iż na ostatnim okrążeniu kilku kolejnych zawodników wypadało z trasy. |         |                 |
| | Zawodnik | Drużyna | Czas            |
| 1 | Mike di Meglio | Derbi   | 10 min 08,574 s |
| 2 | Bradley Smith | Aprilia | +0.800 s        |
| 3 | Nicolás Terol | Aprilia | +3.077 s        |
| 4 | Pol Espargaró | Derbi   | +10.407 s       |
| 5 | Andrea Iannone | Aprilia | +11.697 s       |
| 6 | Stefan Bradl | Aprilia | +11.881 s       |
| 7 | Lorenzo Zanetti | Aprilia | +16.372 s       |
| 8 | Joan Olivé | Derbi   | +16.545 s       |
| 9 | Raffaele De Rosa | KTM     | +19.163 s       |
| 10 | Randy Krummenacher | KTM     | +22.391 s       |
| 11 | Sandro Cortese | Aprilia | +22.847 s       |
| 12 | Pere Tutusaus | Aprilia | +23.195 s       |
| 13 | Simone Corsi | Aprilia | +23.553 s       |
| 14 | Gábor Talmácsi | Aprilia | +23.695 s       |
| 15 | Alexis Masbou | Loncin  | +24.240 s       |

Wznowienie wyścigu nastąpiło po około 20 minutach. Pierwsze pole zajmował prowadzący w pierwszym wyścigu Olivé, a kolejni zawodnicy ustawieni byli na starcie w kolejności ze 14 ukończonego okrążenia wyścigu przez co zawodnicy, którzy wypadli tuż przed końcem pierwszego wyścigu mogli uczestniczyć w dalszych zmaganiach.
Drugi start liczący 5 okrążeń nie rozpoczął się dobrze dla Olivé, który poślizgnął się na starcie i stracił kilka miejsc. Na prowadzenie wyszedł Esteve Rabat, który już na pierwszym zakręcie je stracił przez niedostosowanie się do mokrej nawierzchni. Na przód stawki wyszedł Gábor Talmácsi, który po okrążeniu również przeszarżował i wypadł z toru. Na prowadzenie wyszedł Bradley Smith, jednak ten jechał zbyt zachowawczo i wyprzedził go zawodnik gospodarzy Mike di Meglio, który bezpiecznie dojechał do mety wygrywając drugi raz w swojej karierze.
Grand Prix Francji w klasie 250 cm³
Początek: 12:30 (czas miejscowy)

Uczestników: 25 (dojechało 19)

Nawierzchnia: sucha/mokra

Pogoda: 16 °C, zmienna
| \| \| Zawodnik \| Drużyna \| Czas \| \| -- \| ------------------- \| ------- \| --------------- \| \| 1 \| Alex Debon \| Aprilia \| 47 min 27.406 s \| \| 2 \| Marco Simoncelli \| Gilera \| +4.816 s \| \| 3 \| Mattia Pasini \| Aprilia \| +4.998 s \| \| 4 \| Yuka Takahashi \| Honda \| +5.770 s \| \| 5 \| Mika Kallio \| KTM \| +6.197 s \| \| 6 \| Manuel Poggiali \| Gilera \| +6.474 s \| \| 7 \| Hiroshi Aoyama \| KTM \| +14.909 s \| \| 8 \| Julian Simon \| KTM \| +17.526 s \| \| 9 \| Aleix Espargaro \| Aprilia \| +32.925 s \| \| 10 \| Héctor Faubel \| Aprilia \| +36.719 s \| \| 11 \| Thomas Lüthi \| Aprilia \| +48.968 s \| \| 12 \| Héctor Barberá \| Aprilia \| +56.837 s \| \| 13 \| Roberto Locatelli \| Gilera \| +57.827 s \| \| 14 \| Alvaro Bautista \| Aprila \| +1min. 05.407 s \| \| 15 \| Ratthapark Wilairot \| Honda \| +1min. 24.336 s \| | Wypadki w klasie 125 cm³ spowodowały, iż w zawodach 250-ek zawodnicy na początku wyścigu jeździli zachowawczo. Tu decydującą rolę odegrał zwycięzca kwalifikacji Hiszpan Alex Debon. Alex już na stracie świetnie wystartował i utrzymał pierwszą pozycję. Powiększając powoli swoją przewagę nad rywalami. Za jego plecami znaleźli się Héctor Barberá oraz Marco Simoncelli. W późniejszym czasie Barbera spadł na niższa pozycję, a Włoch walczył o czołowe pozycje. W czasie, gdy Debon pokonywał dystans z coraz to szybszymi czasami jednego okrążenia, trwała walka o pozostałe miejsca na podium. Zawodnicy KTMu Hiroshi Aoyama (Japończyk był już blisko Debona, jednak nie utrzymał tempa Hiszpana) i Mika Kallio wyszli na czoło grupy razem z Simoncellim i Takahashim walcząc jak najlepsze miejsce. Przy różnych rodzajach opon jakimi dysponowali zawodnicy toczyła się wyrównana walka do której dołączył się zwycięzca z Kataru – Mattia Pasini. Do końca wyścigu o drugą pozycje walczyli dwaj Włosi między którymi różnica nie przekraczała 0,1 sekundy. Ostatecznie lepszy okazał się Marco Simoncelli wyprzedzając Pasiniego. Na pierwszym miejscu niezagrożenie dojechał Alex Debon, który po raz pierwszy w swojej karierze stanął na najwyższym stopniu wyścigu o motocyklowe mistrzostwo świata. Mika Kallio pozostał liderem Mistrzostw, choć jego przewaga nad drugim Pasinim zmalała do 16 punktów. |         |                 |
| | Zawodnik | Drużyna | Czas            |
| 1 | Alex Debon | Aprilia | 47 min 27.406 s |
| 2 | Marco Simoncelli | Gilera  | +4.816 s        |
| 3 | Mattia Pasini | Aprilia | +4.998 s        |
| 4 | Yuka Takahashi | Honda   | +5.770 s        |
| 5 | Mika Kallio | KTM     | +6.197 s        |
| 6 | Manuel Poggiali | Gilera  | +6.474 s        |
| 7 | Hiroshi Aoyama | KTM     | +14.909 s       |
| 8 | Julian Simon | KTM     | +17.526 s       |
| 9 | Aleix Espargaro | Aprilia | +32.925 s       |
| 10 | Héctor Faubel | Aprilia | +36.719 s       |
| 11 | Thomas Lüthi | Aprilia | +48.968 s       |
| 12 | Héctor Barberá | Aprilia | +56.837 s       |
| 13 | Roberto Locatelli | Gilera  | +57.827 s       |
| 14 | Alvaro Bautista | Aprila  | +1min. 05.407 s |
| 15 | Ratthapark Wilairot | Honda   | +1min. 24.336 s |

Grand Prix Francji w klasie MotoGp
Początek: 14:00 (czas miejscowy) / 14:00 (CET)

Uczestników: 18 (dojechało 16)

Nawierzchnia: sucha

Pogoda: 17 °C, zmienna
| \| \| Zawodnik \| Drużyna \| Czas \| \| -- \| ---------------- \| -------- \| --------------- \| \| 1 \| Valentino Rossi \| Yamaha \| 44 min 30,799 s \| \| 2 \| Jorge Lorenzo \| Yamaha \| +4.997 s \| \| 3 \| Colin Edwards \| Yamaha \| +6.805 s \| \| 4 \| Daniel Pedrosa \| Honda \| +10.157 s \| \| 5 \| Chris Vermeulen \| Suzuki \| +21.762 s \| \| 6 \| Andrea Dovizioso \| Honda \| +22.395 s \| \| 7 \| Loris Capirossi \| Suzuki \| +27.806 s \| \| 8 \| Nicky Hayden \| Honda \| +27.995 s \| \| 9 \| Randy de Puniet \| Honda \| +29.334 s \| \| 10 \| Shinya Nakano \| Honda \| +30.822 s \| \| 11 \| Toni Elías \| Ducati \| +35.154 s \| \| 12 \| Alex de Angelis \| Honda \| +23.195 s \| \| 13 \| Sylvain Guintoli \| Honda \| +52.038 s \| \| 14 \| Anthony West \| Kawasaki \| +1min. 29.307 s \| \| 15 \| Marco Melandri \| Ducati \| +1 okrążenie \| | Wyścig klasy MotoGp odbył się bez problemów w porównaniu z 125, czy 250, ale nie obyło się bez wypadków. Najlepszy start w czołówki stawki zaliczył Australijczyk Casey Stoner, który wyszedł na prowadzenie. Za nim plasował się zwycięzca kwalifikacji Daniel Pedrosa. Colin Edwards znalazł się na trzeciej pozycji. Dwie lokaty niżej znalazł się zwycięzca z Grand Prix Chin Valentino Rossi. Takie miejsca utrzymały się do końca pierwszego okrążenia. Przez dwa kolejne okrążenia zawodnicy praktycznie nie zmieniali się pozycjami. Tylko Rossi przesunął się o jedną pozycję. Na trzecim okrążeniu z wyścigu odpadł James Toseland, który zaliczył upadek. Na czele dalej znajdował się Stoner, który jednak powoli tracił przewagę nad znajdującymi się za nim Pedrosą i Rossim. Włoch najpierw wyprzedził Hiszpana, a na ósmy okrążeniu po dwóch próbach objął przodownictwo w zawodach. Stoner po chwili miał problemy ze swoim Ducati i spadł na niższa pozycję. Na 14 okrążeniu z wyścigu wypadł John Hopkins. Tak samo mógł skończyć Stoner, który zaliczył defekt na 20 okrążeniu jednak, dzięki uprzedniemu wyniesieniu białych flag na torze Australijczyk mógł wrócić do wyścigu. W tym czasie świetne czasy wykręcał Valentino Rossi, który wyprzedzał drugiego Jorge Lorenzo o ponad 11 sekund. Ostatecznie wygrał Rossi, który pod koniec wyścigu zwolnił, drugi był Lorenzo, a trzeci Edwards. Całe podium zajęli kierowcy motocykli Yamaha. Stoner ostatecznie zajął ostatnie – 16. miejsce. Nowym liderem mistrzostw został Valentino Rossi, który wyprzeda o trzy punkty dwóch Hiszpanów Daniela Pedrosę oraz Jorge Lorenzo. |          |                 |
| | Zawodnik | Drużyna  | Czas            |
| 1 | Valentino Rossi | Yamaha   | 44 min 30,799 s |
| 2 | Jorge Lorenzo | Yamaha   | +4.997 s        |
| 3 | Colin Edwards | Yamaha   | +6.805 s        |
| 4 | Daniel Pedrosa | Honda    | +10.157 s       |
| 5 | Chris Vermeulen | Suzuki   | +21.762 s       |
| 6 | Andrea Dovizioso | Honda    | +22.395 s       |
| 7 | Loris Capirossi | Suzuki   | +27.806 s       |
| 8 | Nicky Hayden | Honda    | +27.995 s       |
| 9 | Randy de Puniet | Honda    | +29.334 s       |
| 10 | Shinya Nakano | Honda    | +30.822 s       |
| 11 | Toni Elías | Ducati   | +35.154 s       |
| 12 | Alex de Angelis | Honda    | +23.195 s       |
| 13 | Sylvain Guintoli | Honda    | +52.038 s       |
| 14 | Anthony West | Kawasaki | +1min. 29.307 s |
| 15 | Marco Melandri | Ducati   | +1 okrążenie    |